# Fabiana de Oliveira
Fabiana Alvim de Oliveira, née le 7 mars 1980 à Rio de Janeiro, est une ancienne joueuse brésilienne de volley-ball évoluant au poste de libéro. Elle a totalisé 313 sélections en équipe du Brésil. Elle a mis un terme à sa carrière de volleyeuse professionnelle en avril 2018.

## Biographie
Avec l'équipe du Brésil de volley-ball féminin, elle est médaillée d'or olympique en 2008 à Pékin et en 2012 à Londres.

## Clubs
| Club                       | De        | À         |
| -------------------------- | --------- | --------- |
| C.R. Flamengo              | 1993-1994 | 1997-1998 |
| Macaé Sports               | 1998-1999 | 1998-1999 |
| C.R. Flamengo              | 1999-2000 | 1999-2000 |
| Vasco da Gama              | 2000-2001 | 2000-2001 |
| A.C. Fluminense            | 2001-2002 | 2004-2005 |
| Rio de Janeiro Volêi Clube | 2005-2006 | 2017-2018 |

## Palmarès

### Équipe nationale
- Jeux Olympiques :(2)
  -  2008 à Pékin.
  -  2012 à Londres.
- Championnat du monde
  - Finaliste : 2006, 2010
- Coupe du monde
  - Finaliste : 2007
- Grand Prix Mondial
  - Vainqueur : 2005, 2006, 2008, 2013.
  - Finaliste : 2010, 2011, 2012.
- World Grand Champions Cup
  - Vainqueur : 2005, 2013.
  - Finaliste : 2009
- Championnat d'Amérique du Sud
  - Vainqueur : 2003, 2005, 2007, 2009, 2011, 2013.
- Coupe panaméricaine
  - Vainqueur : 2009, 2011.
- Jeux Panaméricains
  - Vainqueur : 2011.
  - Finaliste : 2007.

### Clubs
- Championnat du Brésil
  - Vainqueur : 2006, 2007, 2008, 2009, 2011, 2013, 2014, 2015, 2016, 2017.
  - Finaliste : 2010, 2018.
- Coupe du Brésil
  - Vainqueur : 2007, 2016, 2017.
- Championnat du monde des clubs
  - Finaliste : 2013, 2017.
- Championnat sud-américain des clubs
  - Vainqueur : 2013, 2015, 2016, 2017.
  - Finaliste : 2009, 2018.
- Supercoupe du Brésil
  - Vainqueur : 2015, 2016, 2017.

### Distinctions individuelles
- Grand Prix Mondial de volley-ball 2002: Meilleure défenseur.
- Championnat d'Amérique du Sud de volley-ball féminin 2005: Meilleure libéro.
- Championnat d'Amérique du Sud de volley-ball féminin 2007: Meilleure libéro.
- Jeux olympiques d'été de 2008: Meilleure libero.
- Championnat sud-américain des clubs de volley-ball féminin 2009: Meilleure libero.
- Championnat d'Amérique du Sud de volley-ball féminin 2009: Meilleure réceptionneuse et MVP.
- World Grand Champions Cup féminine 2009: Meilleure libero.
- Coupe du monde de volley-ball féminin 2011: Meilleur réceptionneuse.
- Championnat d'Amérique du Sud de volley-ball féminin 2011: Meilleure libero.
- Coupe panaméricaine de volley-ball féminin 2011: Meilleure réceptionneuse.
- Championnat sud-américain des clubs de volley-ball féminin 2013: Meilleure défenseur et meilleure libero.
- Grand Prix mondial de volley-ball 2013: Meilleure libero.
- Championnat d'Amérique du Sud de volley-ball féminin 2013: Meilleure libero.
- Championnat sud-américain des clubs de volley-ball féminin 2015: Meilleure libero[3].
- Championnat sud-américain des clubs de volley-ball féminin 2016: Meilleure libero.
- Championnat du monde des clubs de volley-ball féminin 2016 : Meilleur libéro[4].
- Championnat sud-américain des clubs de volley-ball féminin 2017: Meilleure libero.